# Mario Méndez
 (décembre 2023).
Si vous disposez d'ouvrages ou d'articles de référence ou si vous connaissez des sites web de qualité traitant du thème abordé ici, merci de compléter l'article en donnant les références utiles à sa vérifiabilité et en les liant à la section « Notes et références ».
Pour les articles homonymes, voir Mendez.
 Mario Méndez Olague, plus connu sous le nom de  Mario Méndez, né le 1er juin 1979 à Guadalajara ( Mexique), est un footballeur mexicain. Il joue au poste de défenseur (arrière droit) avec l'équipe du Mexique et le club de CF Monterrey (1,75 m pour 66 kg).

## Carrière

### En équipe nationale
Il a fait ses débuts internationaux en janvier 2000 contre l'équipe d'Iran.
Mendez participe à la coupe du monde 2006 avec l'équipe du Mexique.

## Palmarès
- 36 sélections et 1 but avec l'équipe du Mexique depuis 2003
- Vainqueur de la Gold Cup (CONCACAF) en  2003